# Kerkstraat 2A (Eemnes)
Kerkstraat 2A is een rijksmonument aan de Kerkstraat in Eemnes in de provincie Utrecht. 
In 1725 werd Maria Christina van Rhijn genoemd als eigenaresse van de boerderij op deze plek. De huidige pand werd gebouwd in de achttiende eeuw. Naast schoenmakers en de kruidenierswinkel was er een postkantoor in gevestigd. In 1975 werd het een woning.
Het venster boven de deur in de symmetrische voorgevel is getooid met een levensboom. 